# Palle Svensson
Karl Allan "Palle" Svensson, född 7 november 1911 i Götlunda socken i Skaraborgs län, död 7 januari 1991 i Trollhättan, var en svensk målare, tecknare och polisman.
Han var son till lantbrukaren Karl Axel Svensson och Anna Kristina Ander och gift med Ulla Tiborn. Svensson studerade konst för Anders Beckman i Stockholm samt för Rudolf Flink och Sten Teodorsson i Trollhättan samt under självstudier på resor till USA och Frankrike. Han medverkade i en internationell utställning med verk utförda av poliser i Paris 1955 och samlingsutställningar med målarklubben Paletten i Trollhättan. Bland hans offentliga arbeten märks en monumentalmålning för Civilförsvarets samlingslokal i Trollhättan.    